# (32925) 1995 KF
1995 KF (asteroide 32925) é um asteroide da cintura principal. Possui uma excentricidade de 0.27824530 e uma inclinação de 22.80763º.
Este asteroide foi descoberto no dia 24 de maio de 1995 por Carl W. Hergenrother em Catalina Station.